# Obélisque de Malmedy
L'obélisque de Malmedy est un monument érigé sur la place Albert Ier, au centre de la ville de Malmedy, dans la province de Liège en Belgique. Monument emblématique de la ville, il est repris sur la liste du patrimoine immobilier classé de Malmedy depuis 1952.

## Historique
L'obélisque est érigé à Malmedy sous l'administration et avec l’aide financière de Jacques de Hubin, l'avant-dernier prince abbé de Stavelot-Malmedy de 1766 à 1786. Cette construction aurait coûté à l'époque la somme de 500 florins au prince abbé{\displaystyle } Il a été réalisé en 1781 soit quatorze années avant la fin de la Principauté de Stavelot-Malmedy. 
Un obélisque dressé pour représenter le pouvoir est rare dans la région et même dans l'actuelle Belgique. Le perron était généralement le monument symbolique représentatif de la Principauté comme à Stavelot.

## Description
L'obélisque est une colonne en pierre calcaire à quatre faces décroissantes haute d'une petite dizaine de mètres et d'environ 1 mètre de côté à la base. Il est formé d'un ensemble de blocs en pierre de tailles différentes. Il était gravé des armoiries du prince abbé Jacques de Hubin et de sa devise : Fluvius Pacis (fleuve de paix) mais ces inscriptions disparurent à la Révolution. 
Au pied de l'obélisque, se trouve une fontaine. L’eau se déverse par quatre mascarons en fonte en forme de têtes de lion dans quatre vasques semi-circulaires en pierre calcaire apparemment renouvelées au XIXe siècle. La fontaine était réservée aux habitants et ne pouvait pas être utilisée comme abreuvoir pour les animaux ni comme lavoir . 
L'obélisque est fréquemment surmonté du drapeau aux couleurs de Malmedy et, selon la saison, entouré de fleurs au tiers de sa hauteur. Au sol, huit bornes en pierre calcaire entourent le monument.

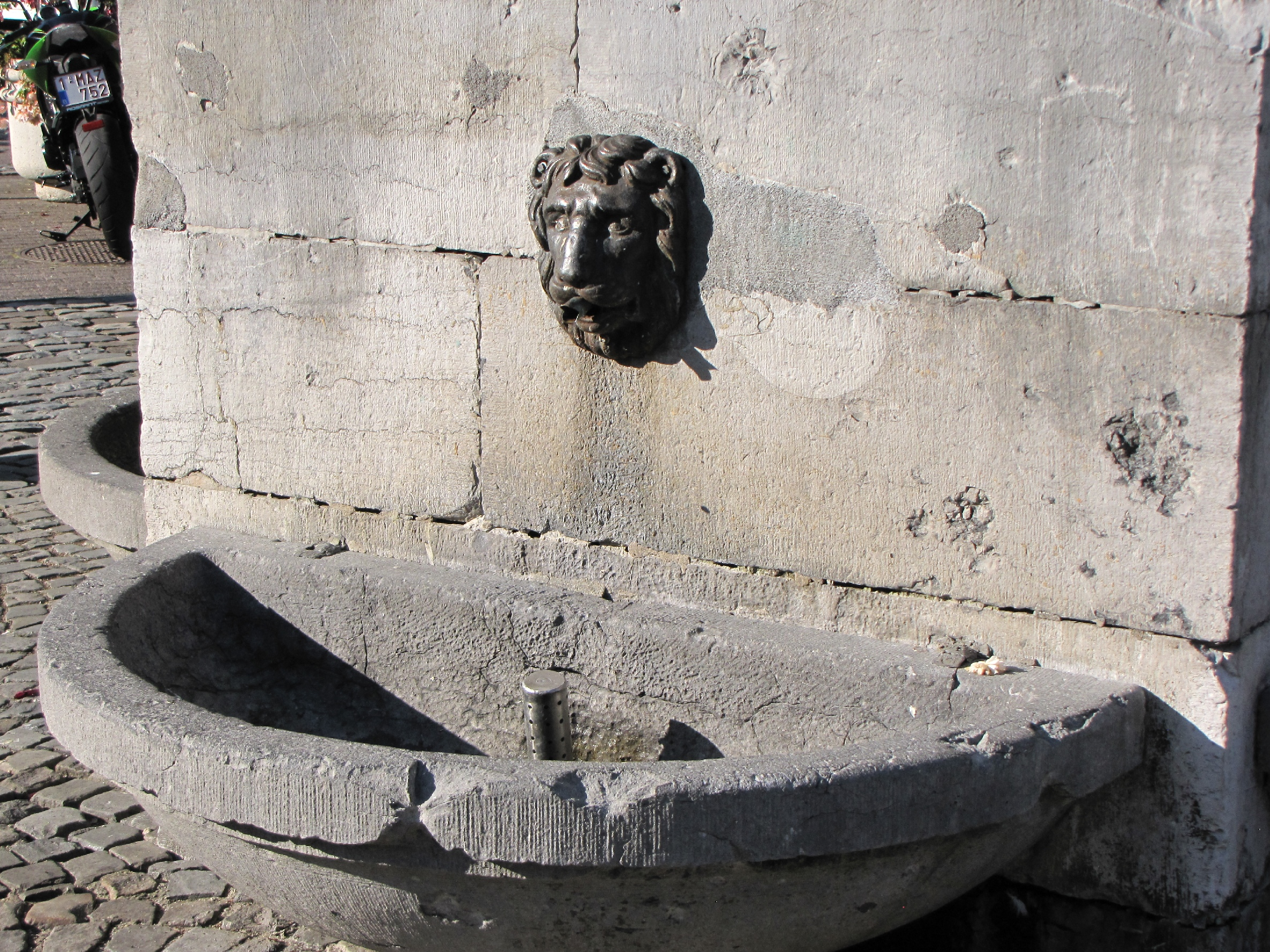
Détail de la fontaine